# Красногалстучный топаколо
Красногалстучный топаколо (лат. Liosceles thoracicus) — вид воробьиных птиц семейства топаколовых (Rhinocryptidae), единственный представитель одноимённого рода (Liosceles). Выделяют три подвида. Распространён в Южной Америке.

## Описание
Красногалстучный топаколо — небольшая птица длиной 19,5 см и массой от 39 до 42 г. У номинативного подвида передняя часть головы серо-коричневая, макушка и затылок тёмно-коричневые. Узкое надбровье белого цвета. Спина, надхвостье и крылья красновато-коричневые. Кроющие перья с чёрной полосой у края и беловатым пятном в центре. Хвост серовато-коричневый. Горло белое с чёрными прожилками. Грудь серая по бокам, середина верхней части груди белого цвета и пересекается полосой жёлтого или оранжево-коричневого цвета. Середина нижней части груди белая. Бока и брюхо с чёткими чёрными, коричневыми и белыми полосами. Радужная оболочка тёмно-коричневая; надклювье чёрное, подклювье белое; цевка коричневая. У подвида L. t. erithacus голова более коричневая, а полоса на груди шире и темнее. Подвид L. t. dugandi также похож на номинанта, но полоса на груди рыжеватая и переходит на шею и горло.

## Вокализация
Песня представляет собой громкую свистящую ноту на частоте 1,2—1,3 кГц, повторяющуюся с интервалом в 2—5 секунд, иногда в течение нескольких минут подряд, и заканчивающаяся равномерно убывающей серией из 9—12 нот длиной 4—5 секунд на частоте 1,4-1,3 кГц. Позывка включают повторяющееся резкое «cree» или «cree-cree» на частоте 2,5 кГц, а также «tchurc» на частоте 1—1,3 кГц.

## Биология
Питается в основном наземными насекомыми (Hemiptera). Добывает пищу парами или поодиночке. Медленно ходит и прыгает по лесной подстилке, часто передвигаясь по поваленным стволам; подбирает насекомых с поверхности.
Биология размножения не изучена. Птенцов наблюдали в юго-восточной части Перу в октябре. Единственное известное гнездо было сферической формы, сооружённое из мелких веточек, травы, лишайников, мхов, мелких листьев и комочков земли и выстланное внутри мягкой травой. Располагалось внутри корневой системы небольшого дерева; отверстие находилось в верхней части гнезда.

## Распространение и места обитания
Красногалстучный топаколо — единственный представитель семейства, обитающий в дождевых лесах Амазонии. Встречается как в типичных лесах terra firme, так и в пойменных затопляемых лесах на высоте от уровня моря до 1110 м над уровнем моря.
Выделяют три подвида:
- L. t. dugandi Meyer de Schauensee, 1950 — юго-восток Колумбии и запад Бразилии
- L. t. erithacus	 Sclater, 1890 — восток Эквадора и восток Перу
- L. t. thoracicus (Sclater, 1865) — юго-восток Перу и юго-запад Бразилии